# Aeroportul Bost
Aeroportul Bost (IATA: BST, ICAO: OABT) este un aeroport din Lashkar Gah, Lashkargah District⁠(d), Provincia Helmand, Afganistan ce deservește zona Lashkar Gah.
Situat la o altitudine de 751 m, aeroportul dispune de 1 pistă.

## Infrastructură

### Piste
Aeroportul dispune de o singură pistă. Pista 1/19 are suprafața de asfalt și dimensiunile 2.000 m × 30 m. 

### Terminale
Aerogara are în componență 1 terminal, Bost runway⁠(d). 